# 出発反応標識
出発反応標識（しゅっぱつはんのうひょうしき）とは、日本において列車の出発合図や出発指示合図を行う係員に出発信号機の現示を表示する鉄道標識である。「レピーター」と呼ぶ鉄道事業者もある。また､以前は｢進行信号現示感応灯｣もしくは｢出発信号現示感応灯｣と呼ばれていた｡

## 概要
主に、出発合図や出発指示合図を行う係員が出発信号機（出発信号機の無い駅では閉塞信号機）の現示を確認することが困難な駅や信号所で、出発信号機（出発信号機の無い駅では閉塞信号機）の手前で係員から確認しやすい位置に設置され、信号機が進行を指示する信号（警戒現示以上）を現示している時に点灯する。駅構内のホームの屋根支柱に設置される場合のほか、駅構内に自立した柱に設置される場合もある。JR線に設置されている物は、黒い円筒形の筒の端面が白く、またはLEDの場合は白色に代えて緑色と赤色の組み合わせで発光する。

## 現状
JR線の場合、車掌や運転取扱者がこの標識を見て出発合図・出発指示合図を出す。よって、曲線ホーム等の出発合図者・出発指示合図から出発信号機が見えにくい停車場内では、1つの出発信号機に対して複数の出発反応標識が設置されている。また、たとえば出発信号機が2本あれば、出発反応標識も2個ある。
JR北海道の石勝線では、開業当初から殆どの駅や信号場が無人であり（CTCに因る）、列車は車掌の出発合図で発車するため、車掌が信号の現示を確認し易いように出発反応標識が多数設置されている。